# Бернашкова, Ирена
Ирена «Инка» Бернашкова (чеш. Irena "Inka" Bernášková; 7 февраля 1904, Прага — 26 августа 1942, Берлин) — чехословацкая журналистка и деятельница Движения Сопротивления в Чехословакии, участница антифашистского сопротивления. Стала первой чехословацкой женщиной, приговорённой нацистами к смерти и казнённой.

## Молодость
Родилась в Праге, вторая дочь в семье художника Войтеха Прейсига. Во время Первой мировой войны семья переехала в США, в город Бостон, и в их доме очень часто собирались политики и обычные граждане, поддерживавшие независимость Чехословакии. Среди гостей были Милан Растислав Штефаник, Эдвард Бенеш и Томаш Масарик, подписавший Вашингтонскую декларацию. В Чехословакию Ирена вернулась с сёстрами в 1921 году, а в 1925 году вышла замуж за двоюродного брата Франтишека Бернашека. Родители возражали против свадьбы, и отец в течение четырёх лет не общался с дочерью. Пара обосновалась в доме в квартале Споржилов. Во время Мюнхенского сговора Бернашкова стала медсестрой Красного Креста и занялась помощью беженцам из Судетской области.

## Сопротивление и смерть
После оккупации Чехословакии Ирена стала печатать пропагандистские антинемецкие листовки, помогать своему отцу печатать подпольный журнал «В бой» и переводить беженцев через границу со Словакией. Гестапо объявило женщину в розыск, но та избегала арестов и продолжала выпускать номера журнала. 21 сентября 1940 её арестовали всё же на улице Поржичи с поддельными документами. На допросе она взяла всю вину на себя, не желая выдавать никого из подпольщиков, однако и муж, и отец также были арестованы и погибли в концлагерях (Франтишек умер в Бухенвальде, Войтех — в Дахау). Бернашкова стала первой чехословацкой женщиной, приговорённой к смерти нацистами и казнённой. Приговор вынесли 5 марта 1942 — смерть через гильотинирование. Приговор привели в исполнение 26 августа того же года в берлинской тюрьме Плётцензее.

## Память
В 1946 году посмертно Ирена Бернашекова была награждена Чехословацким военным крестом, а в 1998 году — медалью «За героизм» указом президента Вацлава Гавела.